# Cordia gentryi
Cordia gentryi là loài thực vật có hoa trong họ Mồ hôi. Loài này được J.S.Mill. mô tả khoa học đầu tiên năm 1989.